# Venoge
Die Venoge ist ein 38 km langer nördlicher Zufluss des Genfersees und gehört damit zum Einzugsgebiet der Rhone. Sie entwässert einen Abschnitt des Westschweizer Mittellandes, der überwiegend zur Region Gros de Vaud gehört. Das gesamte Einzugsgebiet der Venoge liegt auf dem Kantonsgebiet der Waadt.

## Geographie

### Quellgebiet
Mit sechs Quellen entspringt die Venoge am Ortsrand von L’Isle auf rund 763 m ü. M. am Fuss des Juras. Sie ist im Bereich von L’Isle gefasst und aufgestaut und bildet einen langgezogenen Weiher am Rand des Schlossparkes. Nach den ersten anderthalb Kilometern mündet noch innerhalb von L’Isle von links der 4½ km, mit Zuflüssen 6 km lange Bach Chergeaule (GEWISS-Nr. 3883, längster Zufluss 631278). Die Quellen dieses Baches befinden sich am Hang der vordersten Jurakette im Wald unterhalb des Passübergangs Col du Mollendruz. Die Chergeaule fliesst durch das Erosionstal Combe à Berger am Jurasüdhang und erreicht bei L’Isle das Jurafussplateau, wo sie sich mit der Venoge vereinigt.

### Oberlauf
Unterhalb von L’Isle fliesst die Venoge zunächst nach Nordosten in einem leicht in das Plateau eingetieften Tal, das meist einen flachen Talboden von rund 200 m Breite aufweist. Etwa 11 km nach der Quelle der Venoge mündet westlich von La Sarraz im Felsenkessel von Tine de Conflens von rechts der 22 km lange Veyron, der bedeutendste Zufluss der Venoge. Nach diesem Zusammenfluss folgt eine rund 1 km lange Schlucht durch die Jurakalkfelsen, bevor sich das Tal bei La Sarraz öffnet.

### Mittellauf
Die Venoge fliesst nun ostwärts in das breite Tal hinaus (rund 460 m ü. M.), das nur durch den Riegel des Mormont von der nördlich angrenzenden Orbe-Ebene (im Einzugsgebiet des Rheins) getrennt ist. Von jetzt an beträgt das Gefälle des Flusses bis zur Mündung in den Genfersee meist weniger als 0,5 %. In der Talebene bei Eclépens erfolgt die letzte bedeutende Änderung der Fliessrichtung; die Venoge wendet sich hier nach Süden.

### Unterlauf
Der Unterlauf der Venoge liegt in einem 0.5 bis 1 km breiten Tal, das teilweise mehr als 100 m in die umgebenden Hochplateaus des Gros de Vaud eingesenkt ist. Bei Cossonay und Penthalaz ist der Talboden besiedelt und bei Aclens befindet sich eine grössere Gewerbe- und Industriezone, ansonsten bewegt sich die Venoge mit zahlreichen Mäandern in einem weitgehend unverbauten und mit ausgedehnten Auenwäldern bestandenen Tal. Von Westen mündet hier mit der 12½ km langen Senoge (GEWISS-Nr. 114) ein weiterer bedeutender Zufluss.

### Mündung bei Lausanne
Bei Bussigny am westlichen Rand der Agglomeration Lausanne tritt die Venoge in das Genferseebecken ein. Das Tal weitet sich, weist nun grössere Siedlungszonen auf und wird von den Hauptverkehrsträgern (Eisenbahn und Autobahn) gequert, welche entlang dem Nordufer des Genfersees verlaufen. Trotzdem wird der Fluss bis zu seiner Mündung von einem Auenwaldgürtel begleitet. Mit einem leicht in den See vorgeschobenen Schwemmkegel mündet die Venoge auf einer Höhe von 372 m ü. M. zwischen den Ortschaften Préverenges und Saint-Sulpice (VD) (rund 7 km westlich von Lausanne) schliesslich in den Genfersee.
Zu den bedeutenden Orten entlang der Venoge zählen L’Isle, La Sarraz, Cossonay und Bussigny. Über weite Abschnitte bewegt sich der Flusslauf in einem natürlichen oder zumindest naturnah gehaltenen Bett. Neben einer kurzen Strecke bei L’Isle wurde einzig der Abschnitt zwischen La Sarraz und Cossonay in ein Kanalbett eingezwängt und begradigt.

### Zuflüsse
- Chergeaule (links)
- Morvaz (links)
- Voualève (links)
- Veyron (rechts)
- Valangon (rechts)
- Ouffemaz (rechts)
- Senoge (rechts)
- Vaube (links)
- Arena (rechts)

## Geschichte
Die erste urkundliche Erwähnung des Flusses erfolgte im Jahr 814 unter dem Namen Venobia. Später erschienen die Bezeichnungen Venubia (937), Vinogia (im 12. Jahrhundert), Venopia (1313) und Venogy (1316). Die Etymologie des Flussnamens ist unklar; wahrscheinlich stammt das Wort ursprünglich aus der keltischen Sprache.
Im 16. Jahrhundert wurde bei Pompaples auf der Talwasserscheide zwischen den Einzugsgebieten von Rhône und Rhein eine Mühle gegründet (Moulin Bornu). Dafür wurde ein Teil des Wassers des Nozon in einen Kanal abgeleitet und zur Mühle geführt. Unterhalb der Mühle teilt sich der Kanal: ein Teil fliesst zurück zum Nozon und damit zum Rhein, der andere fliesst jedoch südwärts zur Venoge. Ein kleiner Anteil des Wassers der Venoge stammt also aus dem Einzugsbereich des Nozon.
Zur Zeit des Dreissigjährigen Krieges entstand das Projekt, die Rhône und den Rhein auf dem Gebiet des Schweizer Mittellandes durch eine Wasserstrasse zu verbinden. Im Einzugsgebiet der Rhône sollte deshalb der Unterlauf der Venoge zwischen Eclépens und dem Genfersee zu einem schiffbaren Wasserweg ausgebaut werden. Die Verbindung mit der Orbe sollte mit dem Bau des Entrerocheskanals durch den Mormont hergestellt werden. Von 1638 bis 1648 wurde dieser Kanal erbaut und der Abschnitt der Venoge vom Mormont bis nach Cossonay kanalisiert. Finanzierungsschwierigkeiten verhinderten aber den Ausbau des Abschnitts der Venoge zwischen Cossonay und dem Genfersee, an dem mehrere Schleusen hätten erstellt werden müssen. Der Warentransport erfolgte deswegen im Bereich des nicht ausgebauten Teilstückes über die Strasse, weswegen die Verbindung nie eine wichtige Rolle spielte.
Seit dem Mittelalter wurde die Wasserkraft der Venoge an verschiedenen Orten für den Betrieb von Mühlen und Sägereien genutzt. Kurz nach 1850 begann die Compagnie de l’Ouest Suisse mit den Bauarbeiten der Eisenbahnlinie Yverdon – Lausanne und eröffnete sie am 7. Mai 1855. Zwischen Eclépens und Bussigny verläuft die Strecke ganz im Tal der Venoge.
1994 bestanden Projekte, die Venoge zwischen La Sarraz und Cossonay zu renaturieren und den Talboden wieder in einen naturnahen Zustand zu überführen.

## Brücken

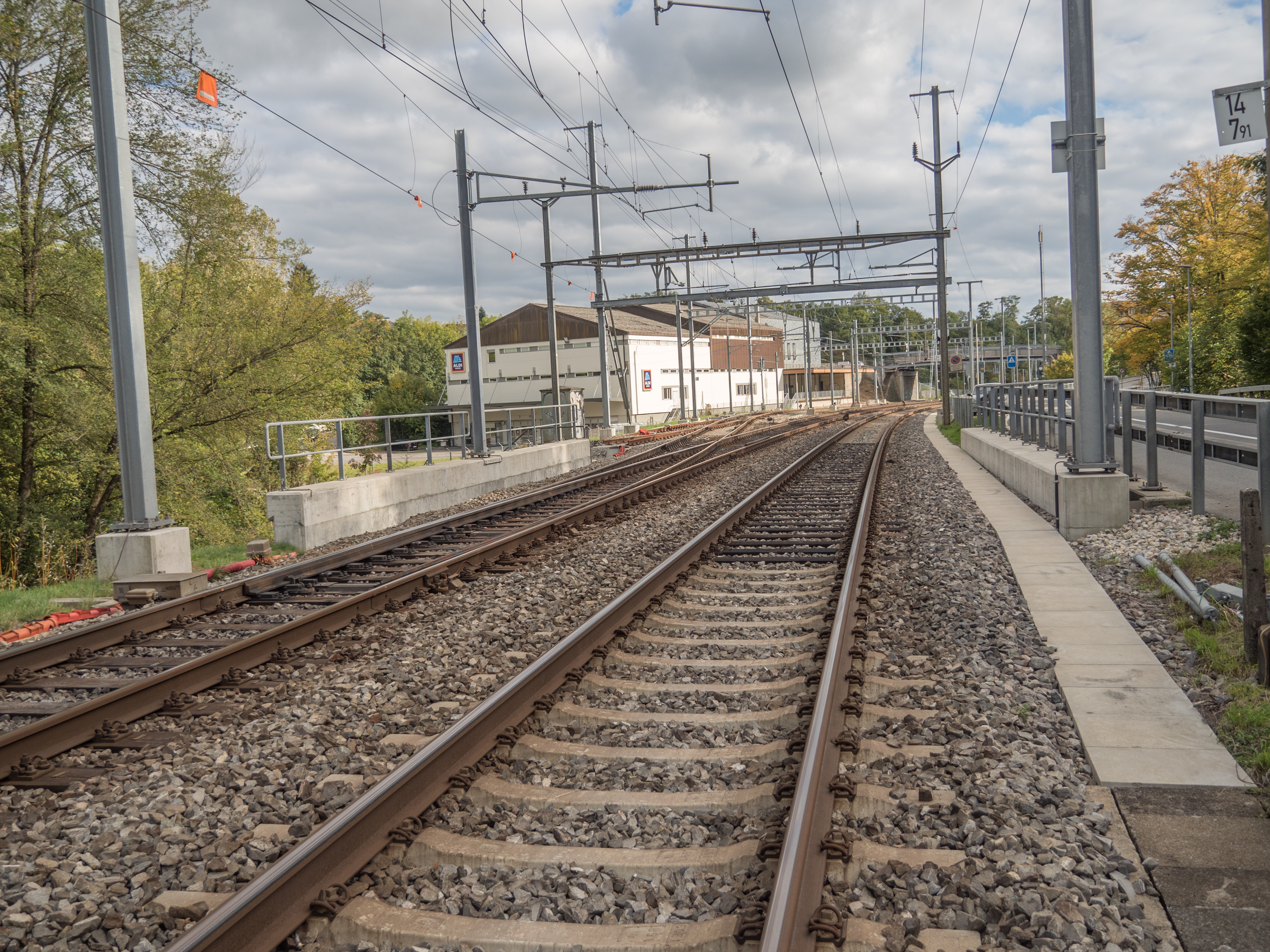
Die SBB-Brücke der Bahnstrecke Lausanne–Biel bei Penthalaz.

59 Übergänge überqueren den Fluss: 30 Strassenübergänge, 14 Fussgängerbrücken, sieben Eisenbahnbrücken, fünf Feldwegübergänge und drei Rohrleitungsbrücken. Die Venoge wird von der Bahnstrecke Lausanne–Biel/Bienne viermal überquert.